# Едвін Пікон-Аконг
Едвін Пікон-Аконг (англ. Edwin Picon-Ackong, 4 листопада 1940) — маврикійський футбольний арбітр. Арбітр ФІФА у 1984—1989 роках.

## Кар'єра
1984 року отримав статус арбітра ФІФА.
Судив матч молодіжного чемпіонату світу 1985 року у СРСР.
Працював на матчах відбору зони КАФ на чемпіонати світу 1986 року у Мексиці та 1990 року в Італії. У фінальних частинах турнірів відсудив лише одну гру — у 1986 році між Іраком та Парагваєм (0:1). Наприкінці першої половини гри збірна Іраку зрівняла рахунок завдяки удару головою від Ахмеда Раді, утім м'яч не було зараховано, адже за миттєвість до взяття воріт арбітр дав свисток на перерву. Рішення маврикійського рефері закінчити перший тайм на завершальній стадії атаки іракців викликало протести останніх і в подальшому піддавалося критиці.
Також відсудив одну гру групового етапу футбольного турніру на літніх Олімпійських іграх 1988 року між Іраком та Італією (0:2)
Працював головним арбітром на Кубках африканських націй 1982 (1 матчі), Кубках африканських націй 1984 (2 матчі) та Кубках африканських націй 1986 років (2 матчі).
Завершив кар'єру у 1989 році.